# SS Mount Temple
Le Mount Temple est un paquebot transatlantique canadien mis en service en 1901 pour l'Elder Dempster Beaver Line. En 1903, le paquebot devient la propriété de la Canadian Pacific Line lors du rachat par cette dernière de l'Elder Dempster Beaver Line. Le nouveau propriétaire l'utilise alors entre Québec et Liverpool. En 1907, il s'échoue au large de la Nouvelle-Écosse et n'est remis à flot que l'année suivante. Le 15 avril 1912, il se trouve près du lieu du naufrage du Titanic, mais un champ de glace l'empêche de porter secours au paquebot naufragé.
Le 6 décembre 1916, en pleine Première Guerre mondiale, le Mount Temple traverse l'Atlantique Nord en direction de Brest puis de la Grande-Bretagne lorsqu'il est attaqué par le croiseur auxiliaire allemand Möwe. Quatre marins périssent dans la bataille qui s'ensuit, le navire est capturé et coulé. À son bord se trouvaient un grand nombre d'os de dinosaures qui ont coulé avec lui. Son épave se trouve à une trop grande profondeur pour pouvoir être explorée.

## Histoire

### Construction et début de carrière
Le Mount Temple est construit dans les chantiers Armstrong Whitworth de Walker-on-Tyne, en Angleterre. Il tient son nom de William Francis Cowper-Temple, premier baron de Mount Temple, politicien britannique. Lancé le 18 juin 1901, le paquebot a un tonnage de 8 790 tonneaux de jauge brute pour une longueur de 147 mètres et une largeur de 18 mètres et dispose d'un sister-ship, le Moctezuma. Le Mount Temple effectue sa traversée inaugurale le 19 septembre 1901 pour l'Elder Dempster Beaver Line à destination de La Nouvelle-Orléans. Par la suite, il effectue deux traversées à destination du Cap durant la guerre des Boers.
En 1903, la compagnie est rachetée par la Canadian Pacific Line, de même que ses navires. Le Mount Temple est dès lors affecté à la ligne Montréal—Liverpool et connaît quatre années de tranquillité. Le 1er décembre 1907, il s'échoue sur une côte de la Nouvelle-Écosse. Il faut attendre l'année suivante pour qu'il soit renfloué.

### Le naufrage duTitanic

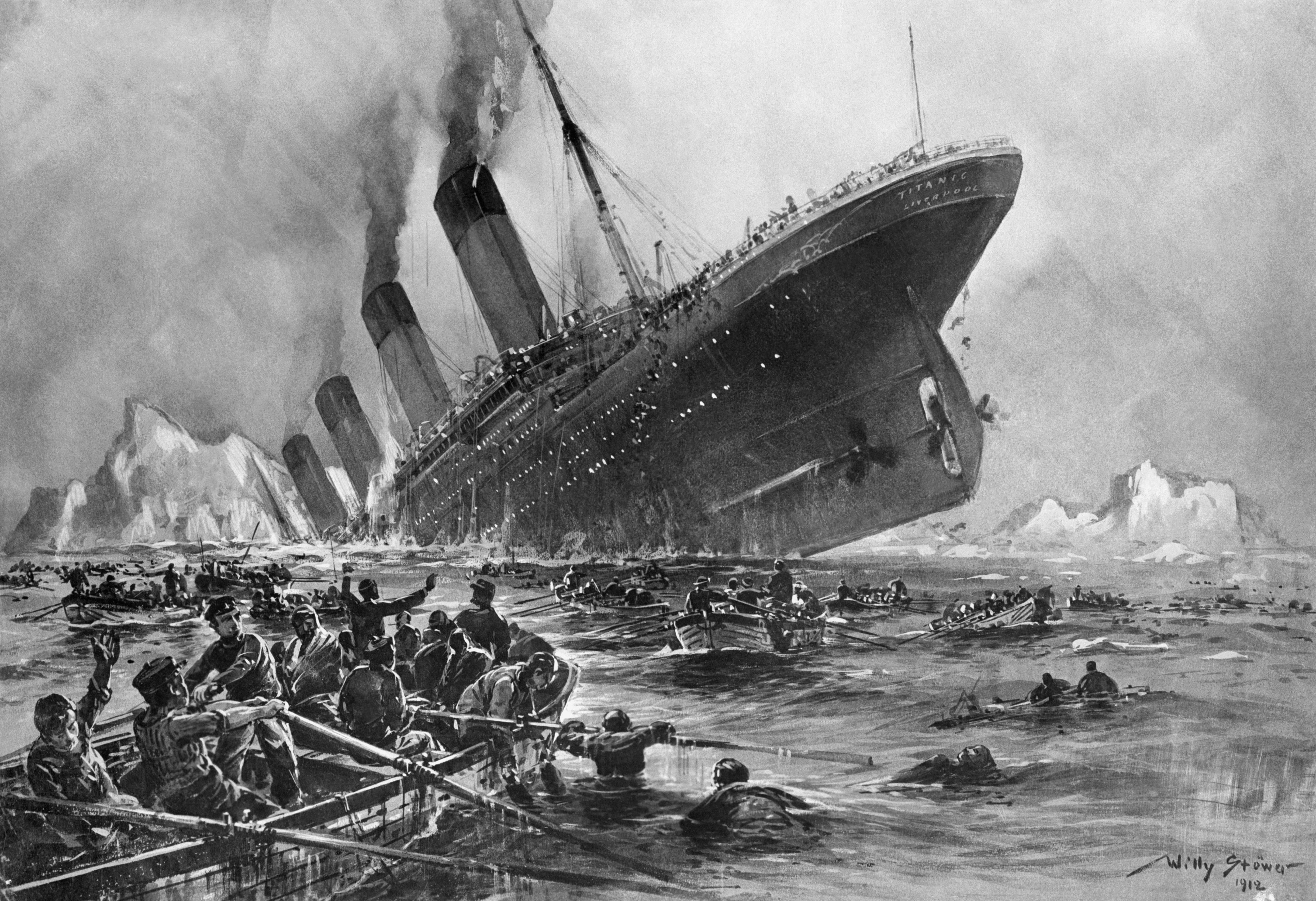
Bien que proche du lieu du naufrage du Titanic, le Mount Temple n'a pas pu arriver à temps pour sauver ses passagers.

Le 14 avril 1912 au soir, le Mount Temple commandé par James Henry Moore se trouve dans l'Atlantique Nord, en direction de l'ouest. Dans la nuit, son opérateur radio capte les signaux de détresse du Titanic, qui coule après avoir heurté un iceberg. Bien qu'étant le navire le plus proche à avoir capté le signal de détresse, à 49 milles, il ne peut espérer atteindre les lieux du drame à temps. En effet, les deux paquebots sont séparés par un épais banc de glace. Cependant, le Mount Temple s'élance au secours du navire en perdition, et pense pouvoir l'atteindre vers 4 heures du matin. Le Titanic sombre à 2 heures 20. Le Mount Temple est également ralenti dans son contournement du champ de glace.
Vers 4 heures du matin, le navire arrive sur les lieux du naufrage, peu après le Carpathia. Ils sont ensuite rejoints par le Californian.

### Fin de carrière et naufrage
Le Mount Temple continue à servir dans l'Atlantique. Lorsque la Première Guerre mondiale éclate, il sert de transport de troupes, avant de reprendre son service commercial. Un canon de 75 mm est ajouté à sa poupe. Le 3 décembre 1916, le navire quitte Montréal sous le commandement d'Alfred Henry Sargent avec à son bord 710 chevaux et des biens divers. La pièce principale de la cargaison est composée de 22 caisses de fossiles de dinosaures destinés au Royaume-Uni.
Le 6 décembre, il est attaqué par le Möwe, un croiseur auxiliaire allemand. L'abordage fait quatre victimes. Le Mount Temple est capturé et coulé. Son équipage est fait prisonnier et emmené en Allemagne. Le sister-ship du paquebot, le Moctezuma, est pour sa part torpillé en 1917.
L'épave du Mount Temple n'a pas été localisée. Selon les évaluations, elle reposerait à plus de 4 000 mètres de profondeur.